# PWR Racing
La PWR Racing è una scuderia automobilistica svedese, con sede a Vikmanshyttan, fondata dai piloti automobilistici e imprenditori Daniel Haglöf e Peter Wallenberg. Attualmente milita nello Scandinavian Touring Car Championship come scuderia ufficiale della SEAT Svezia.

## Storia

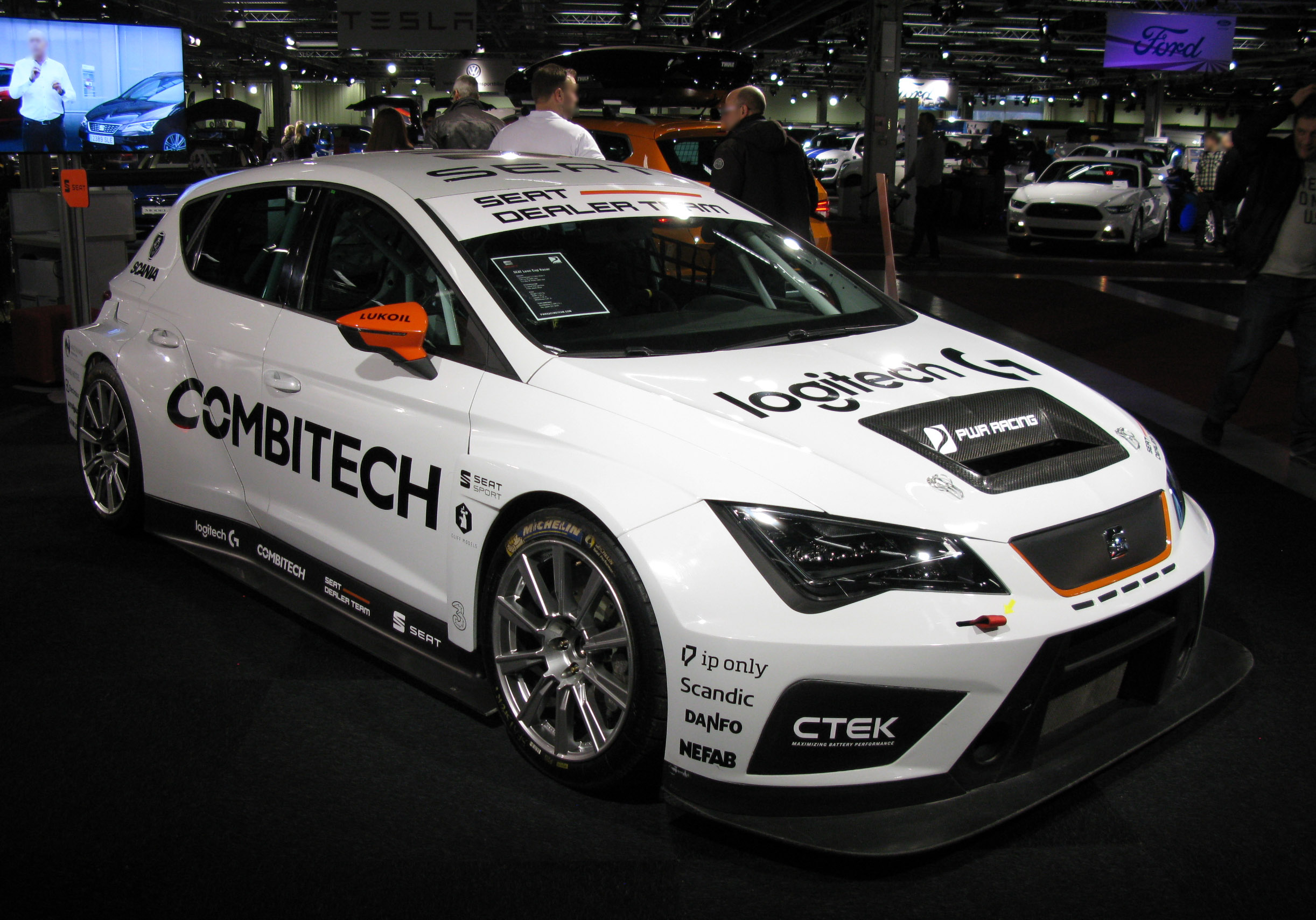
Seat Leon della PWR Racing utilizzata per il STCC 2017

Fondata nel 2012, a partire dal 2013, anno dell'introduzione delle nuove specifiche TTA, la scuderia si è iscritta allo Scandinavian Touring Car Championship con una Saab 9-3 preparata dalla Flash Engineering, alla guida della quale è stato scelto il proprietario della scuderia Daniel Haglöf. Il pilota svedese disputa un'ottima stagione da debuttante, classificandosi nono e ottenendo come miglior risultato un podio a Falkenbergs.
Nel 2014 la scuderia ha ottenuto il supporto della NEVS, azienda proprietaria della Saab. Haglöf ha deciso di ritirarsi temporaneamente dalle corse per concentrarsi sui suoi compiti manageriali e al suo posto è stata ingaggiata Emma Kimiläinen. Per le ultime due gare stagionali, inoltre, è stata schierata una seconda vettura, alla guida della quale è tornato Haglöf. La stagione si è rivelata ancora una volta buona, con la pilota finlandese che si è classificata undicesima, ottenendo come miglior risultato un secondo posto a Falkenbergs.

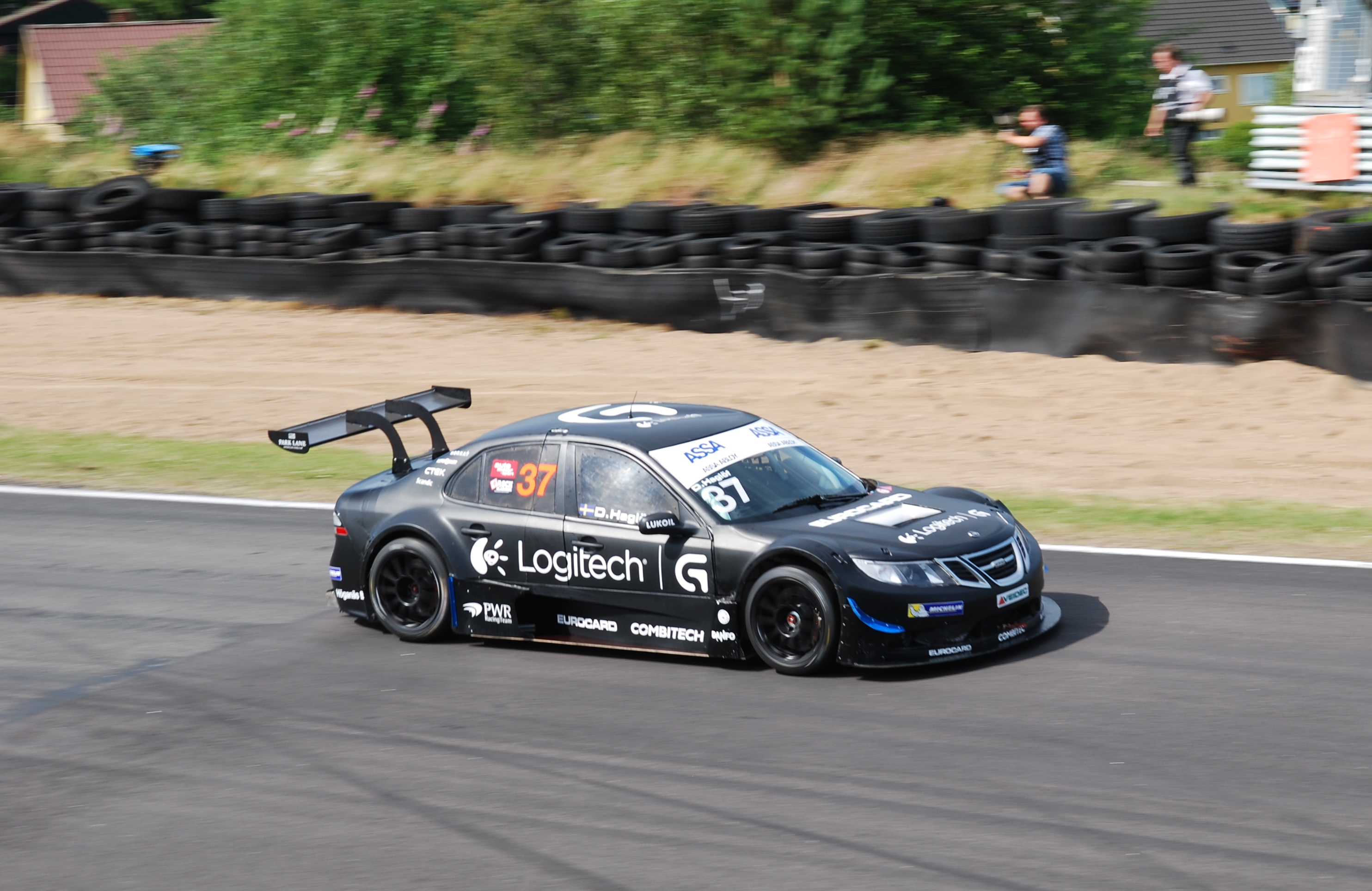
Daniel HaglöfS una Saab della PWR Racing Team durante lo Scandinavian Touring Car Championship 2015

Nel 2015 la scuderia ha iscritto a tempo pieno entrambe le sue vetture, alla guida delle quali sono stati confermati Haglöf e la Kimiläinen. La presenza di due vetture e l'esperienza acquisita negli anni precedenti hanno permesso alla scuderia di migliorare ulteriormente, con i suoi due piloti che si sono classificati rispettivamente sesto e settima, ottenendo ben quattro podi (due a testa) e soprattutto la prima vittoria nel campionato nella storia della scuderia.
Nel 2016 la scuderia ha annunciato l'accordo con la SEAT Svezia per diventarne scuderia ufficiale nel STCC. In seguito a questo accordo sono state preparate tre nuove SEAT León con specifiche TTA, anche se l'accordo era volto soprattutto al futuro, in quanto il campionato si apprestava, a partire dal 2017 o dal 2018, a introdurre le nuove specifiche TCR. Alla guida delle nuove vetture, accanto ai confermati Haglöf e Kimiläinen, è stato ingaggiato Johan Kristoffersson, pilota ufficiale Volkswagen e già campione scandinavo turismo nel 2012. La stagione è stata ricca di successi; Kristoffersson ha infatti ottenuto ben due vittorie, classificandosi al terzo posto finale e vedendosi escluso dalla lotta per il titolo solo a causa dei suoi impegni con la Volkswagen, che lo hanno costretto a saltare una gara. Haglöf si è invece classificato quinto, con due vittorie, mentre la Kimiläinen undicesima.
Nel 2017, con l'introduzione delle nuove specifiche TCR, la scuderia ha acquistato tre nuove SEAT León TCR. Alla guida di queste vetture sono stati ingaggiati i due proprietari della scuderia, Haglöf e Peter Wallenberg, e l'ex storico pilota ufficiale Volvo Robert Dahlgren. In seguito è stata inoltre acquistata una quarta vettura, un'Audi RS3 LMS TCR, alla guida della quale è stata ingaggiata Mikaela Åhlin-Kottulinsky. Potendo contare sul supporto della SEAT Svezia e su piloti di primo livello, la scuderia si è affermata come la principale candidata al titolo finale. Con 7 vittorie in 21 gare, Dahlgren si è infatti aggiudicato il titolo piloti, seguito da Haglöf (quinto), Åhlin-Kottulinsky (ventesima) e Wallenberg (ventiquattresimo). Tra le scuderie si è tuttavia dovuta accontentare del secondo posto dietro la Kristoffersson Motorsport.
Nel 2018 è stata aggiunta una quarta León, nel frattempo rinominata Cupra TCR in seguito al lancio del nuovo marchio sportivo della SEAT. Accanto ai confermati Dahlgren, Haglöf, Åhlin-Kottulinsky  e Wallenberg è stato ingaggiato Philip Morin, già pilota di riserva della scuderia nelle stagioni precedenti. Nonostante le alte aspettative, Dahlgren si classifica secondo, lasciando il titolo nelle mani di Johan Kristoffersson. Haglöf, Morin, Åhlin-Kottulinsky e Wallenberg si classificano invece rispettivamente terzo, quinto, decima e ventiduesimo. Nonostante ciò la scuderia è riuscita ad aggiudicarsi il titolo riservato alle scuderie davanti proprio alla Kristoffersson Motorsport.
Nel 2019, la scuderia ha potuto espandere ulteriormente il suo programma, venendo scelta dalla SEAT come uno dei suoi team semiufficiali nella coppa del mondo turismo, la massima competizione per vetture turismo. Al campionato sono state iscritte due Cupra TCR, alla guida delle quali, accanto ad Haglöf, è stato ingaggiato Mikel Azcona, già pilota ufficiale SEAT e campione europeo TCR in carica. Visto il nuovo impegno, il programma nel STCC è stato ridotto a tre vetture, alla guida delle quali sono stati confermati Dahlgren, Åhlin-Kottulinsky  e Wallenberg.

## Risultati

### Campionato scandinavo turismo
| Anno | Vettura                    | Pilota                    | 1         | 2         | 3         | 4         | 5        | 6         | 7         | 8         | 9         | 10        | 11       | 12        | 13        | 14        | 15       | 16        | 17       | 18        | 19        | 20        | 21        | PP  | Punti | PS  | Punti |
| ---- | -------------------------- | ------------------------- | --------- | --------- | --------- | --------- | -------- | --------- | --------- | --------- | --------- | --------- | -------- | --------- | --------- | --------- | -------- | --------- | -------- | --------- | --------- | --------- | --------- | --- | ----- | --- | ----- |
| 2013 | Saab 9-3 TTA               | Daniel Haglöf             | KNU 1 9   | KNU 2 9   | SOL 6     | GÖT 7     | FAL 1 3  | FAL 2 8   | ÖST 7     | GEL 1 9   | GEL 2 9   | TIE 4     | MAN 1 12 | MAN 2 8   |           |           |          |           |          |           |           |           |           | 9°  | 63    | —   | —     |
| 2014 | Saab 9-3 TTA               | Emma Kimiläinen           | KNU 1 Rit | KNU 2 9   | GÖT 1 Rit | GÖT 2 NP  | FAL 1 2  | FAL 2 11  | KNU 3 6   | KNU 4 7   | SOL 1 Rit | SOL 2 11  | MAN 1 10 | MAN 2 9   |           |           |          |           |          |           |           |           |           | 11° | 55    | 6°  | 107   |
| 2014 | Saab 9-3 TTA               | Daniel Haglöf             | KNU 1     | KNU 2     | GÖT 1     | GÖT 2     | FAL 1    | FAL 2     | KNU 3     | KNU 4     | SOL 1 Rit | SOL 2 Rit | MAN 1 5  | MAN 2 7   |           |           |          |           |          |           |           |           |           | 13° | 20    | 6°  | 107   |
| 2015 | Saab 9-3 TTA               | Daniel Haglöf             | SKÖ 1 4   | SKÖ 2 5†  | AND 1 4   | AND 2 5   | MAN 1 6  | MAN 2 7   | FAL 1 11† | FAL 2 Rit | GEL 1 8   | GEL 2 Rit | SOL 1    | SOL 2     | KNU 1 11  | KNU 2     |          |           |          |           |           |           |           | 6°  | 174   | 2°  | 340   |
| 2015 | Saab 9-3 TTA               | Emma Kimiläinen           | SKÖ 1 6   | SKÖ 2 Rit | AND 1 5   | AND 2 3   | MAN 1 7  | MAN 2 3   | FAL 1 9   | FAL 2 9   | GEL 1 7   | GEL 2 10† | SOL 1 5  | SOL 2 4   | KNU 1 4   | KNU 2 6   |          |           |          |           |           |           |           | 7°  | 158   | 2°  | 340   |
| 2016 | SEAT León STCC             | Johan Kristoffersson      | SKÖ 1 4   | SKÖ 2 5   | MAN 1 3   | MAN 2 Rit | AND 1    | AND 2 3   | FAL 1 2   | FAL 2 5   | GEL 1 NP  | GEL 2 NP  | SOL 1    | SOL 2     | KNU 1     | KNU 2 6   |          |           |          |           |           |           |           | 3°  | 243   | 2°  | 512   |
| 2016 | SEAT León STCC             | Daniel Haglöf             | SKÖ 1 Rit | SKÖ 2 6   | MAN 1 4   | MAN 2 3   | AND 1 6  | AND 2 1   | FAL 1 5   | FAL 2 Rit | GEL 1 3   | GEL 2 3   | SOL 1    | SOL 2 Rit | KNU 1 5   | KNU 2 7   |          |           |          |           |           |           |           | 5°  | 206   | 2°  | 512   |
| 2016 | SEAT León STCC             | Emma Kimiläinen           | SKÖ 1 Rit | SKÖ 2 Rit | MAN 1     | MAN 2     | AND 1 9  | AND 2 6   | FAL 1 6   | FAL 2 Rit | GEL 1 7   | GEL 2 Rit | SOL 1    | SOL 2     | KNU 1     | KNU 2     |          |           |          |           |           |           |           | 11° | 59    | 2°  | 512   |
| 2016 | SEAT León STCC             | Philip Morin              | SKÖ 1     | SKÖ 2     | MAN 1     | MAN 2     | AND 1    | AND 2     | FAL 1     | FAL 2     | GEL 1     | GEL 2     | SOL 1 3  | SOL 2 5   | KNU 1 NP  | KNU 2 Rit |          |           |          |           |           |           |           | 12° | 50    | 2°  | 512   |
| 2017 | SEAT León TCR              | Robert Dahlgren           | KNU 1     | KNU 2 1   | KNU 3 2   | ALA 1 4   | ALA 2 3  | ALA 3 5   | SOL 1 2   | SOL 2     | SOL 3 1   | FAL 1 4   | FAL 2    | FAL 3 2   | GEL 1     | GEL 2 3   | KAR 3 1  | AND 1 3   | AND 2 1  | AND 3 1   | MAN 1 6   | MAN 2 8   | MAN 3     | 1°  | 374   | 2°  | 586   |
| 2017 | SEAT León TCR              | Daniel Haglöf             | KNU 1 4   | KNU 2 4   | KNU 3     | ALA 1 8   | ALA 2 4  | ALA 3 10  | SOL 1 7   | SOL 2 10  | SOL 3 5   | FAL 1 5   | FAL 2 3  | FAL 3 13  | GEL 1 8   | GEL 2 4   | GEL 3 2  | AND 1     | AND 2 14 | AND 3     | MAN 1 4   | MAN 2 Rit | MAN 3 Rit | 5°  | 186   | 2°  | 586   |
| 2017 | SEAT León TCR              | Peter Wallenberg          | KNU 1 Rit | KNU 2 12  | KNU 3 14  | ALA 1 18  | ALA 2 14 | ALA 3 13  | SOL 1 16  | SOL 2 15  | SOL 3 15  | FAL 1 14  | FAL 2 12 | FAL 3 11  | GEL 1 12  | GEL 2 15  | GEL 3 14 | AND 1 14  | AND 2 11 | AND 3 12  | MAN 1 11  | MAN 2 Rit | MAN 3 10  | 24° | 1     | 13° | 14    |
| 2017 | Audi RS3 LMS TCR           | Mikaela Åhlin-Kottulinsky | KNU 1 Rit | KNU 2 Rit | KNU 3 14  | ALA 1     | ALA 2    | ALA 3     | SOL 1 Rit | SOL 2 8   | SOL 3 11  | FAL 1 9   | FAL 2 11 | FAL 3 15  | GEL 1 Rit | GEL 2 12  | GEL 3 15 | AND 1 Rit | AND 2 15 | AND 3 Rit | MAN 1     | MAN 2     | MAN 3     | 20° | 6     | 11° | 20    |
| 2017 | Audi RS3 LMS TCR           | John Bryant-Meisner       | KNU 1     | KNU 2     | KNU 3     | ALA 1     | ALA 2    | ALA 3     | SOL 1     | SOL 2     | SOL 3     | FAL 1     | FAL 2    | FAL 3     | GEL 1     | GEL 2     | GEL 3    | AND 1     | AND 2    | AND 3     | MAN 1 Rit | MAN 2 NP  | MAN 3 9   | 22° | 2     | 11° | 20    |
| 2018 | CUPRA TCR                  | Robert Dahlgren           | KNU 1 2   | KNU 2     | AND 1 3   | AND 2     | FAL 1    | FAL 2 6   | GEL 1 5   | GEL 2 7   | RUD 1 2   | RUD 2 3   | MAN 1 3  | MAN 2 Rit |           |           |          |           |          |           |           |           |           | 2°  | 185   | 1°  | 358   |
| 2018 | CUPRA TCR                  | Daniel Haglöf             | KNU 1     | KNU 2 5   | AND 1 2   | AND 2 19  | FAL 1 3  | FAL 2 10  | GEL 1     | GEL 2 5   | RUD 1 3   | RUD 2 5   | MAN 1 5  | MAN 2     |           |           |          |           |          |           |           |           |           | 3°  | 176   | 1°  | 358   |
| 2018 | CUPRA TCR                  | Philip Morin              | KNU 1 3   | KNU 2 17  | AND 1     | AND 2 Rit | FAL 1 7  | FAL 2 7   | GEL 1 2   | GEL 2 11  | RUD 1 4   | RUD 2 4   | MAN 1 10 | MAN 2 Rit |           |           |          |           |          |           |           |           |           | 5°  | 111   | 6°  | 120   |
| 2018 | CUPRA TCR                  | Mikaela Åhlin-Kottulinsky | KNU 1 11  | KNU 2 18  | AND 1 8   | AND 2 7   | FAL 1 12 | FAL 2 9   | GEL 1 Rit | GEL 2 1   | RUD 1 15  | RUD 2 16  | MAN 1 9  | MAN 2 12  |           |           |          |           |          |           |           |           |           | 10° | 39    | 6°  | 120   |
| 2018 | Audi RS3 LMS TCR           | Peter Wallenberg          | KNU 1 15  | KNU 2 14  | AND 1 18  | AND 2 17  | FAL 1 16 | FAL 2 15  | GEL 1 20  | GEL 2 17  | RUD 1     | RUD 2     | MAN 1 18 | MAN 2 14  |           |           |          |           |          |           |           |           |           | 22° | 0     | NC  | 0     |
| 2019 | CUPRA TCR                  | Robert Dahlgren           | KNU 1 2   | KNU 2 6   | AND 1     | AND 2 5   | SKE 1 2  | SKE 2 1   | FAL 1 2   | FAL 2 3   | GEL 1 2   | GEL 2 Rit | JYL 1    | JYL 2 3   | MAN 1 3   | MAN 2 4   |          |           |          |           |           |           |           | 1°  | 252   | 2°  | 414   |
| 2019 | CUPRA TCR                  | Mikaela Åhlin-Kottulinsky | KNU 1     | KNU 2 Rit | AND 1 5   | AND 2 10  | SKE 1 4  | SKE 2     | FAL 1 3   | FAL 2 7   | GEL 1 4   | GEL 2 3   | JYL 1 6  | JYL 2 5   | MAN 1 6   | MAN 2 3   |          |           |          |           |           |           |           | 6°  | 167   | 2°  | 414   |
| 2019 | CUPRA TCR                  | Peter Wallenberg          | KNU 1 9   | KNU 2 8   | AND 1 11  | AND 2 11  | SKE 1 7  | SKE 2 7   | FAL 1 12  | FAL 2 10  | GEL 1 11  | GEL 2 9   | JYL 1    | JYL 2     | MAN 1 12  | MAN 2 10  |          |           |          |           |           |           |           | 10° | 22    | 7°  | 33    |
| 2019 | CUPRA TCR                  | Daniel Haglöf             | KNU 1     | KNU 2     | AND 1     | AND 2     | SKE 1    | SKE 2     | FAL 1     | FAL 2     | GEL 1     | GEL 2     | JYL 1    | JYL 2     | MAN 1 4   | MAN 2 9   |          |           |          |           |           |           |           | 12° | 16    | 8°  | 24    |
| 2020 | CUPRA Leon Competiciòn TCR | Robert Dahlgren           | KAR 1 5   | KAR 2 1   | KAR 3 7   | SKE 1     | SKE 2 1  | SKE 3 Rit | MAN 1 5   | MAN 2 6   | MAN 3 2   | KNU 1 2   | KNU 2 1  | KNU 3 2   |           |           |          |           |          |           |           |           |           | 2°  | 202   | 3°  | 281   |
| 2020 | CUPRA Leon Competiciòn TCR | Mikaela Åhlin-Kottulinsky | KAR 1 Rit | KAR 2 4   | KAR 3 10  | SKE 1 8   | SKE 2 10 | SKE 3 Rit | MAN 1 3   | MAN 2 7   | MAN 3     | KNU 1 5   | KNU 2 4  | KNU 3 Rit |           |           |          |           |          |           |           |           |           | 9°  | 179   | 3°  | 281   |
| 2020 | CUPRA Leon Competiciòn TCR | Peter Wallenberg          | KAR 1 11  | KAR 2 NP  | KAR 3 NP  | SKE 1 11  | SKE 2 11 | SKE 3 SQ  | MAN 1 13  | MAN 2 12  | MAN 3 12  | KNU 1     | KNU 2    | KNU 3     |           |           |          |           |          |           |           |           |           | 16° | 0     | 10° | 4     |
| 2020 | CUPRA Leon Competiciòn TCR | Daniel Haglöf             | KAR 1     | KAR 2     | KAR 3     | SKE 1     | SKE 2    | SKE 3     | MAN 1     | MAN 2     | MAN 3     | KNU 1 12  | KNU 2 8  | KNU 3 Rit |           |           |          |           |          |           |           |           |           | 15° | 4     | 10° | 4     |
| 2021 | CUPRA Leon Competiciòn TCR | Robert Dahlgren           | LJU 1     | LJU 2 1   | LJU 3     | SKE 1     | SKE 2 1  | SKE 3 2   | KAR 1     | KAR 2 1   | KAR 3 5   | AND 1     | AND 2 1  | AND 3 4   | MAN 1     | MAN 2 1   | MAN 3 2  | KNU 1 2   | KNU 2 1  | KNU 3 5   |           |           |           | 1°  | 350   | 1°  | 609   |
| 2021 | CUPRA Leon Competiciòn TCR | Mikaela Åhlin-Kottulinsky | LJU 1 2   | LJU 2 3   | LJU 3 Rit | SKE 1 5   | SKE 2    | SKE 3 6   | KAR 1 2   | KAR 2     | KAR 3     | AND 1 2   | AND 2    | AND 3 9   | MAN 1 6   | MAN 2 5   | MAN 3 1  | KNU 1     | KNU 2    | KNU 3 9   |           |           |           | 2°  | 259   | 1°  | 609   |

### Coppa del mondo turismo
| Anno | Vettura   | Pilota          | 1        | 2        | 3        | 4        | 5       | 6        | 7        | 8        | 9         | 10       | 11       | 12       | 13        | 14       | 15        | 16       | 17       | 18        | 19        | 20        | 21        | 22       | 23       | 24        | 25       | 26       | 27       | 28       | 29        | 30       | PP  | Punti | PS | Punti |
| ---- | --------- | --------------- | -------- | -------- | -------- | -------- | ------- | -------- | -------- | -------- | --------- | -------- | -------- | -------- | --------- | -------- | --------- | -------- | -------- | --------- | --------- | --------- | --------- | -------- | -------- | --------- | -------- | -------- | -------- | -------- | --------- | -------- | --- | ----- | -- | ----- |
| 2019 | CUPRA TCR | Mikel Azcona    | MAR 1 15 | MAR 2 5  | MAR 3    | UNG 1 22 | UNG 2 4 | UNG 3 4  | SVC 1 9  | SVC 2 7  | SVC 3 5   | OLA 1 3  | OLA 2 5  | OLA 3 6  | GER 1 18  | GER 2 13 | GER 3 13  | POR 1 13 | POR 2 1  | POR 3 4   | CIN 1 3   | CIN 2 Rit | CIN 3 Rit | GPN 1 17 | GPN 2 8  | GPN 3 20  | MAC 1 19 | MAC 2 15 | MAC 3 20 | MAL 1 17 | MAL 2     | MAL 3 14 | 6°  | 226   | 8° | 288   |
| 2019 | CUPRA TCR | Daniel Haglöf   | MAR 1 20 | MAR 2 16 | MAR 3 10 | UNG 1 11 | UNG 2 3 | UNG 3 24 | SVC 1 19 | SVC 2 20 | SVC 3 Rit | OLA 1 12 | OLA 2 19 | OLA 3 23 | GER 1 Rit | GER 2 17 | GER 3 Rit | POR 1 25 | POR 2 21 | POR 3 Rit | CIN 1 Rit | CIN 2 5   | CIN 3 Rit | GPN 1 20 | GPN 2 26 | GPN 3 Rit | MAC 1    | MAC 2    | MAC 3    | MAL 1 7  | MAL 2 Rit | MAL 3 13 | 23° | 59    | 8° | 288   |
| 2019 | CUPRA TCR | Robert Dahlgren | MAR 1    | MAR 2    | MAR 3    | UNG 1    | UNG 2   | UNG 3    | SVC 1    | SVC 2    | SVC 3     | OLA 1    | OLA 2    | OLA 3    | GER 1     | GER 2    | GER 3     | POR 1    | POR 2    | POR 3     | CIN 1     | CIN 2     | CIN 3     | GPN 1    | GPN 2    | GPN 3     | MAC 1 13 | MAC 2 20 | MAC 3 24 | MAL 1    | MAL 2     | MAL 3    | 27° | 3     | 8° | 288   |